# Quận Petroleum, Montana
Quận Petroleum là một quận thuộc tiểu bang Montana, Hoa Kỳ. Quận lỵ đóng ở , Montana6. Quận được đặt tên theo. Dân số theo điều tra năm 2000 của Cục điều tra dân số Hoa Kỳ là người.

## Địa lý
Theo Cục điều tra dân số Hoa Kỳ, quận này có diện tích km2, trong đó có km2 là diện tích mặt nước.

## Thông tin nhân khẩu
Theo điều tra dân số 2 năm 2000, quận này đã có dân số 493 người, 211 hộ gia đình, và 136 gia đình sống trong quận hạt. Mật độ dân số là 0,29 người trên một dặm vuông (0.11/km ²). Có 292 đơn vị nhà ở mật độ trung bình 0,17 trên một dặm vuông (0.07/km ²). Thành phần chủng tộc của cư dân sinh sống trong quận gồm 99,19% người da trắng, 0,20% người Mỹ bản xứ, 0,20% từ các chủng tộc khác, và 0,41% từ hai hoặc nhiều chủng tộc. 1,22% dân số là người Hispanic hay Latino thuộc một chủng tộc nào. 37,0% là người gốc Đức, 14,3% người Mỹ, Na Uy 13,2% và 10,9% gốc tiếng Anh theo điều tra dân số năm 2000.
Có 211 hộ, trong đó 31,30% có trẻ em dưới 18 tuổi sống chung với họ, 55,90% là đôi vợ chồng sống với nhau, 5,70% có một chủ hộ nữ không có mặt chồng, và 35,10% là không lập gia đình. 31,30% hộ gia đình đã được tạo ra từ các cá nhân và 17,50% có người sống một mình65 tuổi hoặc cao hơn. Cỡ hộ trung bình là 2,34 và cỡ gia đình trung bình là 2,95.
Trong quận cơ cấu độ tuổi dân cư được trải ra với 26,00% dưới độ tuổi 18, 6,10% 18-24, 22,70% 25-44, 28,20% từ 45 đến 64, và 17,00% từ 65 tuổi trở lên người. Độ tuổi trung bình là 41 năm. Đối với mỗi 100 nữ có 110,70 nam giới. Đối với mỗi 100 nữ 18 tuổi trở lên, đã có 111,00 nam giới.
Thu nhập trung bình cho một hộ gia đình trong quận đạt mức USD 24.107, và thu nhập trung bình cho một gia đình là USD 32.667. Phái nam có thu nhập trung bình USD 20.694 so với 17.188 USD đối với phái nữ. Thu nhập bình quân đầu người là 15.986 USD. Có 21,00% gia đình và 23,20% dân số sống dưới mức nghèo khổ, bao gồm 25,60% những người dưới 18 tuổi và 17,30% của những người 65 tuổi hoặc cao hơn.